# Dilbeek
Dilbeek és un municipi belga de la província de Brabant Flamenc a la regió de Flandes. Està compost per les seccions de Groot-Bijgaarden, Itterbeek, Schepdaal, Sint-Martens-Bodegem i Sint-Ulriks-Kapelle.